# San Juan County (Colorado)
Das San Juan County ist ein County im Bundesstaat Colorado der Vereinigten Staaten. Der Verwaltungssitz (County Seat) ist Silverton, der einzigen inkorporierten Gemeinde des Countys.

## Geographie
Das County liegt im Südwesten von Colorado inmitten des San-Juan-Gebirges und hat eine Fläche von 1006 Quadratkilometern, wovon 2 Quadratkilometer Wasserfläche sind. Es grenzt im Uhrzeigersinn an folgende Countys: Ouray County, Hinsdale County, La Plata County, Dolores County und San Miguel County.

## Demografische Daten

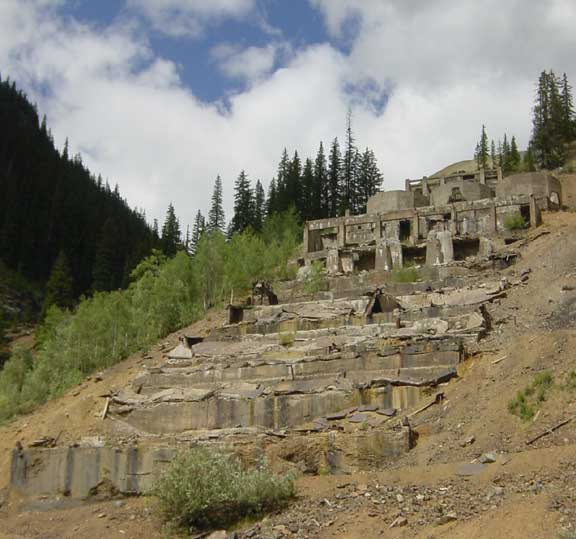
Reste einer alten Erzmine in Eureka

Nach der Volkszählung im Jahr 2000 lebten im County 558 Menschen. Es gab 269 Haushalte und 157 Familien. Die Bevölkerungsdichte betrug 1 Einwohner pro Quadratkilometer. Ethnisch betrachtet setzte sich die Bevölkerung zusammen aus 97,13 Prozent Weißen, 0,00 Prozent Afroamerikanern, 0,72 Prozent amerikanischen Ureinwohnern, 0,18 Prozent Asiaten, 0,36 Prozent Bewohnern aus dem pazifischen Inselraum und 0,72 Prozent aus anderen ethnischen Gruppen; 0,90 Prozent stammten von zwei oder mehr Ethnien ab. 7,35 Prozent der Gesamtbevölkerung waren spanischer oder lateinamerikanischer Abstammung.
Von den 269 Haushalten hatten 23,8 Prozent Kinder und Jugendliche unter 18 Jahre, die bei ihnen lebten. 43,9 Prozent waren verheiratete, zusammenlebende Paare, 8,9 Prozent waren allein erziehende Mütter. 41,3 Prozent waren keine Familien. 36,8 Prozent waren Singlehaushalte und in 4,8 Prozent lebten Menschen im Alter von 65 Jahren oder darüber. Die Durchschnittshaushaltsgröße betrug 2,06 und die durchschnittliche Familiengröße lag bei 2,63 Personen.
Auf das gesamte County bezogen setzte sich die Bevölkerung zusammen aus 20,1 Prozent Einwohnern unter 18 Jahren, 4,3 Prozent zwischen 18 und 24 Jahren, 28,1 Prozent zwischen 25 und 44 Jahren, 40,5 Prozent zwischen 45 und 64 Jahren und 7,0 Prozent waren 65 Jahre alt oder darüber. Das Durchschnittsalter betrug 44 Jahre. Auf 100 weibliche Personen kamen 110,6 männliche Personen, auf 100 Frauen im Alter ab 18 Jahren kamen statistisch 112,4 Männer.
Das jährliche Durchschnittseinkommen eines Haushalts betrug 30.764 USD, das Durchschnittseinkommen der Familien betrug 40.000 USD. Männer hatten ein Durchschnittseinkommen von 30.588 USD, Frauen 19.545 USD. Das Prokopfeinkommen betrug 17.584 USD. 20,9 Prozent der Bevölkerung und 13,5 Prozent der Familien lebten unterhalb der Armutsgrenze. Darunter waren 29,4 Prozent der Bevölkerung unter 18 Jahren und 7,1 Prozent der Einwohner ab 65 Jahren.

## Sehenswürdigkeiten

First Congregational Church im Silverton Historic District (2015). Dieser Schutzbezirk umfasst den historischen Ortskern von Silverton, das in den 1870er Jahren nach der Vertreibung der Ute entstand. Im Juli 1961 erhielt das Areal den Status eines National Historic Landmark zuerkannt.

Zwölf Bauwerke, Stätten und historische Bezirke (Historic Districts) im Pueblo County sind im National Register of Historic Places („Nationales Verzeichnis historischer Orte“; NRHP) eingetragen (Stand 26. September 2022), wobei die Schmalspur-Museumseisenbahn Durango and Silverton Narrow Gauge Railroad und der Silverton Historic District den Status von National Historic Landmarks („Nationale historische Wahrzeichen“) haben.

## Orte
| - Animas Forks - Eureka | - Howardsville - Middleton | - Needleton - Silverton |